# Ekmekçi, Edirne
Ekmekçi là một xã thuộc thành phố Edirne, tỉnh Edirne, Thổ Nhĩ Kỳ. Dân số thời điểm năm 2011 là 97 người.